# 24159 Shigetakahashi
24159 Shigetakahashi este un asteroid din centura principală de asteroizi.

## Descriere
24159 Shigetakahashi este un asteroid din centura principală de asteroizi. A fost descoperit pe 1 noiembrie 1999 la Stația Anderson Mesa în cadrul programului LONEOS. Asteroidul prezintă o orbită caracterizată de o semiaxă mare de 2,73 ua, o excentricitate de 0,15 și o înclinație de 3,9° în raport cu ecliptica.